# Podstudenec
Podstudenec je naselje v Občini Kamnik.